# Association révolutionnaire des femmes en Afghanistan
L'Association révolutionnaire des femmes en Afghanistan (en anglais : Revolutionary Association of the Women of Afghanistan, RAWA) est une association fondée à Kaboul (Afghanistan) en 1977 par Meena Keshwar Kamal, poétesse féministe afghane (février 1956-février 1987).

## International
Au niveau international, RAWA participe à des tournées de conférence, afin de recueillir le soutien des mouvements progressistes internationalistes. En 2003, à l'initiative de l'Organisation communiste marxiste-léniniste – Voix prolétarienne, le collectif de « Femmes contre la guerre » organise une première tournée de RAWA en France à Paris, Lyon, Toulouse et Marseille rassemblant plusieurs centaines de personnes. En hiver 2009, à l'initiative de la Fédération syndicale étudiante, RAWA effectue une tournée de conférence en France, à Paris, Strasbourg, Lyon et Toulouse.